# Joanna Janikowska-Samojłowicz
Joanna Janikowska-Samojłowicz (ur. 14 lutego 1975 w Warszawie) – polska prezenterka telewizyjna, modelka, fotomodelka i aktorka.

## Życiorys
Jest córką Magdaleny Celówny-Janikowskiej, aktorki filmowej i telewizyjnej oraz Macieja Janikowskiego, trenera koni na warszawskim torze Służewiec.
Wychowywała się na warszawskim Służewcu, gdzie dorastała i uczęszczała do szkoły. Od najmłodszych lat chciała zostać modelką. Rodzice rozwiedli się, gdy miała zaledwie kilkanaście lat. Z poprzedniego małżeństwa matki ma przyrodnią siostrę, Agatę. Brała udział w programie Na każdy temat, emitowanym w latach 1993–2002. Prezenterka TV Polsat, w programie rozrywkowym dla dorosłych Różowa Landrynka w 2000 roku. W roku 1995 zagrała rolę epizodyczną w filmie Top Dog.

## Playboy
Jako jedna z pierwszych Polek była w amerykańskim Playboyu, wydanie specjalne "World Wide Nudes" (sierpień/wrzesień 1996). Była na okładce polskiej edycji Playboya. Pojawiła się również w Playboyu w grudniu 1994 oraz we wrześniu 1995.

## Życie prywatne
W roku 1995 wyszła za mąż za producenta filmowego Jacka Samojłowicza, z którym rozwiodła się w 2003 roku. Mają dwójkę dzieci: Dawida (ur. 24 marca 1999) oraz Natalię (ur. 14 listopada 2000). Obecnie prowadzi własny biznes w branży beauty-wellness.

## Filmografia
- 1997: Kiler[12] jako Blondynka u "Siary" / Prostytutka Evita
- 1998:
  - Biały Kruk[13]
  - Gosia i Małgosia
- 1999: Kiler-ów 2-óch[14] jako prostytutka „Evita”